# Sphaerodactylus micropithecus
Sphaerodactylus micropithecus este o specie de șopârle din genul Sphaerodactylus, familia Gekkonidae, descrisă de Schwartz 1977. A fost clasificată de IUCN ca specie în pericol. Conform Catalogue of Life specia Sphaerodactylus micropithecus nu are subspecii cunoscute.